# Alex Cord
Alexander Viespi Jr., conocido como Alex Cord (Floral Park, 3 de mayo de 1933-Valley View, 9 de agosto de 2021) fue un actor estadounidense, más conocido por su actuación del personaje Michael Coldsmith Briggs III (Arcángel), en 55 episodios de la serie televisiva Airwolf (1984–1986). En los inicios de su carrera, se lo acreditaba bajo el nombre de Alex Viespi.

## Primeros años
Nació en una familia italiana en Floral Park, Nueva York, Cord enfermó con polio a la edad de 12 años. Su familia entonces se mudó a Wyoming, donde los doctores le aconsejaron para tomar clases de equitación como ejercicio terapéutico. Esto le ayudó a recuperarse de la enfermedad en cuanto ya tenía 16 años. Cord estudió en la Universidad de Nueva York y en el Teatro Americano de Shakespeare, en Stratford, Connecticut.

## Carrera
En julio de 1960, Cord (acreditado con su verdadero nombre) actuó en una producción de The Curious Savage en Canal Fulton, Ohio. En el 1961, obtuvo también un rol en el episodio "Los Hombres de Montaña", de la serie de televisión Laramie. Su segundo rol de actor, ocurrió un mes más tarde, interpretando a Nino Sanchez en Circo de Frontera. En 1962, apareció tomando el rol de Larry Roma, en el drama criminal Cain's Hundred.
Cord apareció en la película de 1962 Confidencias de mujer, dirigido por George Cukor. Eso significó tener un grande rol actuando en la pantalla grande y pequeña durante los años sesenta y setenta, protagonizando o co-protagonizando en películas de los géneros criminales, de acción y western.
En 1963 y 1964, el actor interpretó a distintos personajes en cinco episodios de la serie televisiva Ruta 66, interpretando a Michael. En 1964, interpretó el papel de Sam en un episodio de Mundos Opuestos (East Side / West Side en inglés). Durante este mismo período, apareció dos veces en Ciudad En cueros.
En 1965, Cord representó al personaje Jed Colbee en el capítulo "Survival" de Branded, dónde también actuó Chuck Connors como agente de Ejército de los Estados Unidos. En 1966, hizo el papel de Kid Ringo en un remake de Stagecoach, el cuál es uno de sus roles más reconocidos. La función era originalmente retratada por John Wayne en la 1939 versión de John Ford. Cord co-protagonizó con Kirk Douglas en La Hermandad, una película sobre un mafioso que es enviado a asesinar su propio hermano.
Actuó como invitado en la serie de Rod Serling Galería Nocturna dónde conoció a su coestrella y posteriormente esposa Joanna Pettet. En 1974, Cord trabajó dos veces con Diana Muldaur: fue estrella invitada en su serie de NBC semanal Nacida Libre y también interpretó a su interés amoroso en Supervivientes Escogidos, un largometraje de horror apocalíptico que adquirió un estado de culto.
Cord es uno de los tantos actores que ha aparecido tanto en las versiones originales como revivals de la versión del canal CBS de Misión: Imposible. Cord también es reconocido por los entusiastas de ciencia ficción por interpretar a Dylan Hunt en el fallado piloto de 1973 Génesis II, el cual estuvo creado por Gene Roddenberry. En 1977, protagonizó como el personaje principal en el western Grayeagle.
En 1972, interpretó al rol de Pete Brown en el episodio "El Sodbusters" de Gunsmoke. En 1973,  interpretó a Haynes en "La Noche de los Cuchillos Largos" en The F.B.I., serie televisiva. De 1973 a 1976,  apareció en cuatro episodios de Historia Policial. En 1979 y 1981, apareció dos veces en La Barca de Amor. En 1988, apareció en un episodio de Simon y Simon; en 1988 y 1992, actuó en Jake y el Fatman. Él también apareció en un episodio de 1988 de La Guerra de los mundos. Apareció dos veces en Murder, She Wrote, serie televisiva de crímenes. En 1995, Cord interpretó a Larry Curtis en un capítulo de Walker, Ranger de Texas.

## Vida personal
Cord tuvo una hija, Toni Aluisa y un hijo, Wayne Viespi. Toni es la hija de Mary Ann Hutchinson, con quien nunca se casó y Wayne fue concebido en su primer matrimonio. Su segundo matrimonio fue con la actriz Joanna Pettet, a quien conoció en el rodaje de Galería Nocturna. Su tercer matrimonio, fue con la autora Susannah Boye-Moller Cord.
Cord ha vivido en Texas. y le sugirió a Robert Fuller, compañero en Laramie, que se mudase a Texas para criar caballos, Fuller y su segunda mujer Jennifer Savidge se reubicaron a Texas en 2004. Los dos amigos a menudo atendían en festivales de cine western, lo que remarcó su continuando interés mutuo por estos filmes. Cord murió en el 9 de agosto de 2021, en su casa en Valley View, Texas. A la edad de 88.

## Filmografía

### Películas
| Año  | Título                                      | Función                          | Notas                   |
| ---- | ------------------------------------------- | -------------------------------- | ----------------------- |
| 1962 | Confidencias de mujer                       | Bardelli                         | Desacreditado           |
| 1965 | Synanon                                     | Zankie Albo                      |                         |
| 1966 | Stagecoach                                  | The Ringo Kid                    |                         |
| 1968 | Un Minuto para Rogar, un Segundo para Morir | Clay McCord                      |                         |
| 1968 | La Hermandad                                | Vince Ginetta                    |                         |
| 1969 | Stiletto                                    | Conde Cesare Cardinali           |                         |
| 1970 | El Último Grenade                           | Kip Thompson                     |                         |
| 1971 | El Decir-Corazón de Cuento                  | El Asesino                       | Cortometraje            |
| 1972 | El Muerto Es Vivo                           | Profesor Jason Porter            |                         |
| 1974 | Supervivientes escogidos                    | Steven Mayes                     |                         |
| 1975 | Mesón del Maldito                           | Cal Kincaid                      |                         |
| 1977 | Sidewinder 1                                | Packard Gentry                   |                         |
| 1977 | Grayeagle                                   | Grayeagle                        |                         |
| 1984 | Guerreros de jungla                         | Nick Spilotro                    |                         |
| 1987 | Uninvited                                   | Walter Graham                    | Directamente para vídeo |
| 1990 | Asilo de calle                              | Capitán Bill Quinton             |                         |
| 1990 | Una Chica para Matar Para                   | Mike / Wino                      |                         |
| 1991 | Joey Toma un Taxi                           |                                  |                         |
| 1992 | Raíces de Mal                               | Jake                             |                         |
| 1992 | La Verdad En cueros                         | Herskovitz                       |                         |
| 1993 | Nombre de Código de la CIA: Alexa           | Victor Mahler                    |                         |
| 1993 | Para Ser el Mejor                           | Jack Rodgers                     | Directamente para vídeo |
| 1995 | Hombre de holograma                         | Gobernador Hampton               | Directamente para vídeo |
| 2001 | Rabia de aire                               | General Harlan Prescott          | Directamente para vídeo |
| 2009 | Fuego desde abajo                           | General Mark "Stonewall' Jackson |                         |

### Televisión
| Year      | Title                                  | Role                                                                      | Notes                                                |
| --------- | -------------------------------------- | ------------------------------------------------------------------------- | ---------------------------------------------------- |
| 1961      | Laramie                                | John Sanford                                                              | Episodio: "The Mountain Men"                         |
| 1961      | Ben Casey                              | Frank Paulson                                                             | Episodio: "Pavane for a Gentle Lady"                 |
| 1961      | Frontier Circus                        | Nino Sanchez                                                              | Episodio: "Winter Quarters"                          |
| 1962      | Cain's Hundred                         | Larry Rome                                                                | Episodio: "Take a Number: Jack Garsell"              |
| 1962–1963 | Naked City                             | Dick Wilkes / Nicholas Kovar                                              | 2 episodios                                          |
| 1963      | Armstrong Circle Theatre               | Juri Mishukov                                                             | Episodio: "Invitation to Treason"                    |
| 1963      | Alcoa Premiere                         | Tomas Caliban                                                             | Episodio: "The Hat of Sergeant Martin"               |
| 1963      | The Nurses                             | Dr. Brian                                                                 | Episodio: "Circle of Choice"                         |
| 1963      | BBC Sunday-Night Play                  | Jerry Rogers                                                              | Episodio: "The Joker"                                |
| 1963–1964 | Ruta 66                                | Michael Tiffin / Rick Decatur / Jack / Raymond                            | 5 episodios                                          |
| 1964      | ITV Play of the Week                   | Alvaro                                                                    | Episodio: "The Rose Tattoo"                          |
| 1964      | East Side/West Side                    | Sam                                                                       | Episodio: "If Your Grandmother Had Wheels"           |
| 1965      | Branded                                | Jed Colbee                                                                | Episodio: "Survival"                                 |
| 1967      | Bob Hope Presents the Chrysler Theatre | Lucky Paxton                                                              | Episodio: "The Lady Is My Wife"                      |
| 1967      | The Scorpio Letters                    | Joe Christopher                                                           | Película para televisión                             |
| 1971      | Night Gallery                          | Erik Sutton                                                               | Segmento: "Keep in Touch - We'll Think of Something" |
| 1972      | Gunsmoke                               | Pete Brown                                                                | Episodio: "The Sodbusters"                           |
| 1972      | Mission: Impossible                    | Peter Cordel                                                              | Episodio: "Crack-Up"                                 |
| 1972      | Insight                                | Tom Slade                                                                 | Episodio: "Killer"                                   |
| 1973      | Genesis II                             | Dylan Hunt                                                                | Television film                                      |
| 1973      | The F.B.I.                             | Haynes                                                                    | Episodio: "Night of the Long Knives"                 |
| 1973–1976 | Police Story                           | Officer Jackson Holt / William Allen / Bill Stryker - The Cowboy / Scully | 4 episodios                                          |
| 1974      | Born Free                              | Paul Morgan - The Vet                                                     | Episodio: "The Trepassers"                           |
| 1975      | Matt Helm                              | Gallagher                                                                 | Episodio: "Murder on Ice"                            |
| 1976      | Joe Forrester                          |                                                                           | Episodio: "Squeeze Play"                             |
| 1976      | The Quest                              | McWhorley                                                                 | Episodio: "The Buffalo Hunters"                      |
| 1976      | Police Woman                           | Bass                                                                      | Episodio: "Tennis Bum"                               |
| 1976      | The Six Million Dollar Man             | Dave Harraway                                                             | Episodio: "Task Force"                               |
| 1977      | Fire!                                  | Dr. Alex Wilson                                                           | Película para televisión                             |
| 1977      | Have I Got a Christmas for You         | Dan Levine                                                                | Película para televisión                             |
| 1978      | W.E.B.                                 | Jack Kiley                                                                | 5 episodios                                          |
| 1979      | Beggarman, Thief                       | Evans Kinsella                                                            | Película para televisión                             |
| 1979–1981 | The Love Boat                          | Hank Welker / Mr. Barrett                                                 | 2 episodios                                          |
| 1980–1984 | Fantasy Island                         | Paul Horner / Ra-Mas / Captain Juan Arguello / Kyle Mason / Robert West   | 5 episodios                                          |
| 1981      | Best of Friends                        | Bill                                                                      | Película para televisión                             |
| 1981      | Goliath Awaits                         | Dr. Sam Marlowe                                                           | Película para televisión                             |
| 1982      | Cassie & Co.                           | Mike Holland                                                              | 13 episodios                                         |
| 1984      | Airwolf                                | Michael Coldsmith Briggs III                                              | Película para televisión                             |
| 1984      | Hotel                                  | Preston Dwyer                                                             | Episodio: "Flesh and Blood"                          |
| 1984–1986 | Airwolf                                | Michael Coldsmith Briggs III / Archangel                                  | 55 episodios                                         |
| 1986      | Murder, She Wrote                      | Preston Bartholomew                                                       | 2 episodios                                          |
| 1987      | The Law & Harry McGraw                 | Alec Harris                                                               | Episodio: "The Fallen Arrow"                         |
| 1988      | The Dirty Dozen: The Fatal Mission     | Dravko Demchuk                                                            | Película para televisión                             |
| 1988      | Simon & Simon                          | Roland Vicente / Harry Lubash                                             | Episodio: "The Richer They Are the Harder They Fall" |
| 1988      | War of the Worlds                      | Marcus Madison Mason                                                      | Episodio: "The Good Samaritan"                       |
| 1988      | Monsters                               | John Thunston                                                             | Episodio: "Rouse Him Not"                            |
| 1989      | Freddy's Nightmares                    | The General                                                               | Episodio: "Memory Overload"                          |
| 1989      | Mission: Impossible                    | Daniel Travers                                                            | Episodio: "For Art's Sake"                           |
| 1989–1992 | Jake and the Fatman                    | Wade Kelleher / Wallace Cogan                                             | 2 episodios                                          |
| 1995      | High Sierra Search and Rescue          | Marshal D.J. Stone                                                        | Episodio: "Mozart & Stone"                           |
| 1995      | Kung Fu: The Legend Continues          | Gary Bennett                                                              | Episodio: "The Sacred Chalice of I-Ching"            |
| 1995      | Biography                              | Additional voices                                                         | Episodio: "Andrew Jackson: A Man for the People"     |
| 1995      | Walker, Texas Ranger                   | Larry Curtis                                                              | Episodio: "The Guardians"                            |
| 1996      | High Tide                              |                                                                           | 2 episodios                                          |
| 1996      | University Blues                       |                                                                           | Película para televisión                             |

## Premios
- Premio del Círculo de Críticos de Londres, nominado a Mejor Actor.
- 1966: Premio Golden Laurel, nominación.
- 2001: Golden Boot Award, ganador.